# Dionisio nel '69
Dionisio nel '69 (Dionysus in '69) è un film del 1970 diretto da Brian De Palma e Richard Schechner.

## Trama
La trama riprende le Baccanti di Euripide attualizzandola e politicizzandola senza che il suo significato venga snaturato rileggendo l'opera e riportando l'antichità nella contemporaneità.
Cardine dell'opera è l'improvvisazione e l'attuazione di meccanismi di scomposizione del montaggio. 
La prima rappresentazione avvenne il giorno dopo la morte del presidente Kennedy, mentre l'ultima rappresentazione avvenne un mese prima il grande concerto di Woodstock.